# 查尔康错
查尔康错（藏語：ཚར་ཁང་མཚོ།，威利转写：tshar khang mtsho，THL：Tsarkhang Tso）位于中国西藏自治区西部阿里地区改则县境内，地处改则县中部，湖面海拔4477米，湖长4公里，最大宽1.2公里，平均宽1公里，面积4平方公里。